# Емблема Республіки Китай
«Блакитне небо з білим сонцем» (кит. спр. 青天白日旗, піньїнь: Qīng tīan bái rì qí) — емблема Гоміньдану, елемент прапору Республіки Китай, національна емблема та морський прапор республіки.
Це синє коло з білим 12-променевим сонцем у ньому — Цін-тянь бай-жі (кит. спр. 青天白日, піньїнь: Qīng tīan bái rì). Згідно з офіційно прийнятим тлумаченням, 12 променів позначають дванадцять місяців року й дванадцять традиційних для Китаю годин — шичень (кит. спр. 時辰, піньїнь: shíchen), кожний з яких відповідає двом сучасним годинам — сяоші (кит. спр. 小時, піньїнь: xiǎoshí, буквально «малі години»). Це символізує дух прогресу.